# 이환문
이환문은 대한민국의 환경운동가이다. 경남환경운동연합 사무국장을 맡고 있다.

## 4대강사업 반대시위
그는 4대강 살리기 사업에 반대하여 최수영 부산환경운동연합 사무처장과 함께 2010년 8월 22일부터 공사중인 낙동강 함안보의 타워크레인에 올라가 20일동안 농성을 벌였다.  9월 10일 태풍 텐무에 따른 안전상의 이유로 농성해제를 호소하는 시민단체의 요청에 따라 농성을 중지하고 내려왔다. 경찰은 크레인에서 내려온 두 사람을 체포하고 구속영장을 신청하였지만, 법원은 이 기각하였다.